# 궐리단길

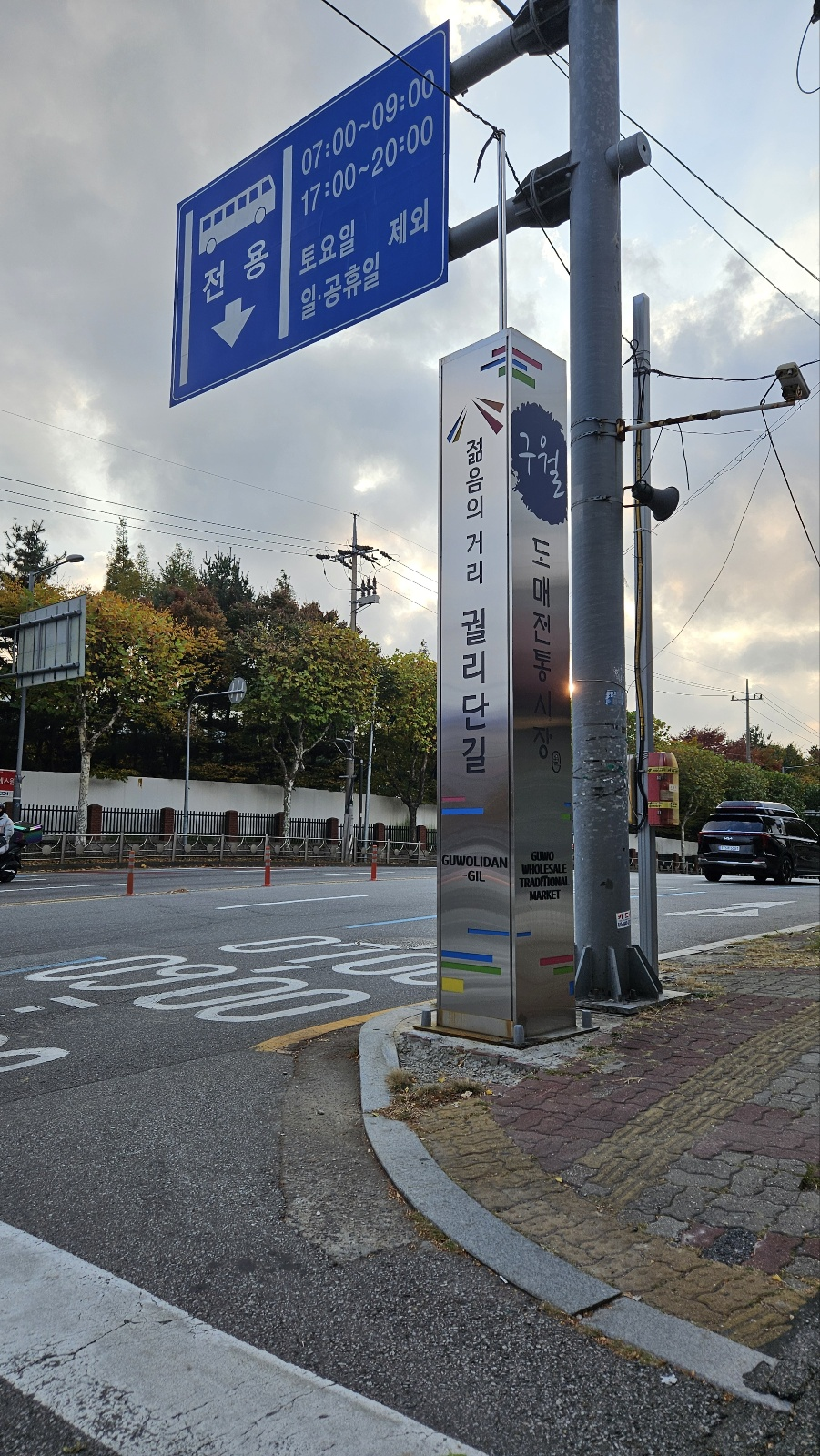
궐리단길 표지판

궐리단길은 인천광역시 남동구에 있는 문화, 상권지 거리다. 과거 인천광역시 남동구 유통 점포 구간에 들어선 카페, 음식점 거리가 형성 되었다. 남동구 구월동 인근 번화가인 로데오거리의 활성화와 더불어 인천광역시의 경리단길이라는 지명유래를 본따 궐리단길의 브랜딩(구월동의 구월 지명을 줄인 음절)을 하였다.

## 설명
경리단길의 인천화된 문화 거리로 인천광역시 남동구에서 젊음의 거리 궐리단길로 운영되며 기존 유통단지 문을 거두어내고 권리단길이라는 표지판이 표현되어 있다. 구월동 로데오거리에서 이어진 거리 코로나19 시기 점포 공실의 어려움은 있었지만, 특색있는 음식점, 카페가 구축을 리모델링하며 조성되는 과정에 있다. 카페 및 디저트류 카페와 초밥, 일식, 한극 등 음식점들이 해당 거리가 형성 되고 있다. 
구농수산물시장이 있었던 시기에는 식료품, 자재, 철물, 유통업체들의 점포들이 있었으나, 남촌동으로 이전하는 과정에 있어서 기존 유통업체들이 철수하고, 빈 상권지와 오래된 구축이 리모델링 하며 문화 거리로 조성되어가는 중이다. 

## 사진
인하로511번길을 특색있게 구성하여 젊은이들의 데이트 거리와 상권지로 변모하는 과정이 있다.

### 거리사진

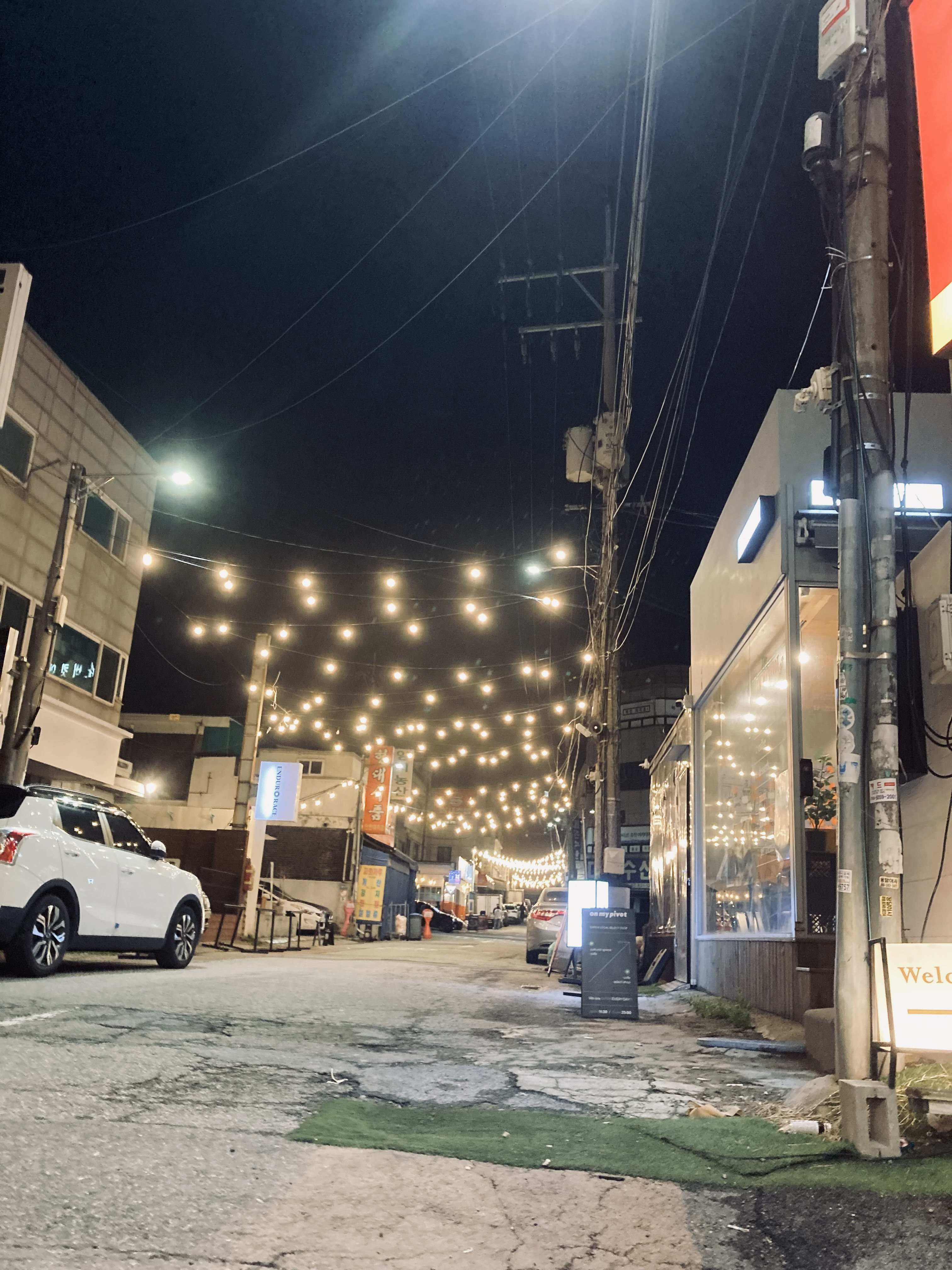
인하로511번길 야경(동측 인천 NC아울렛 방향)
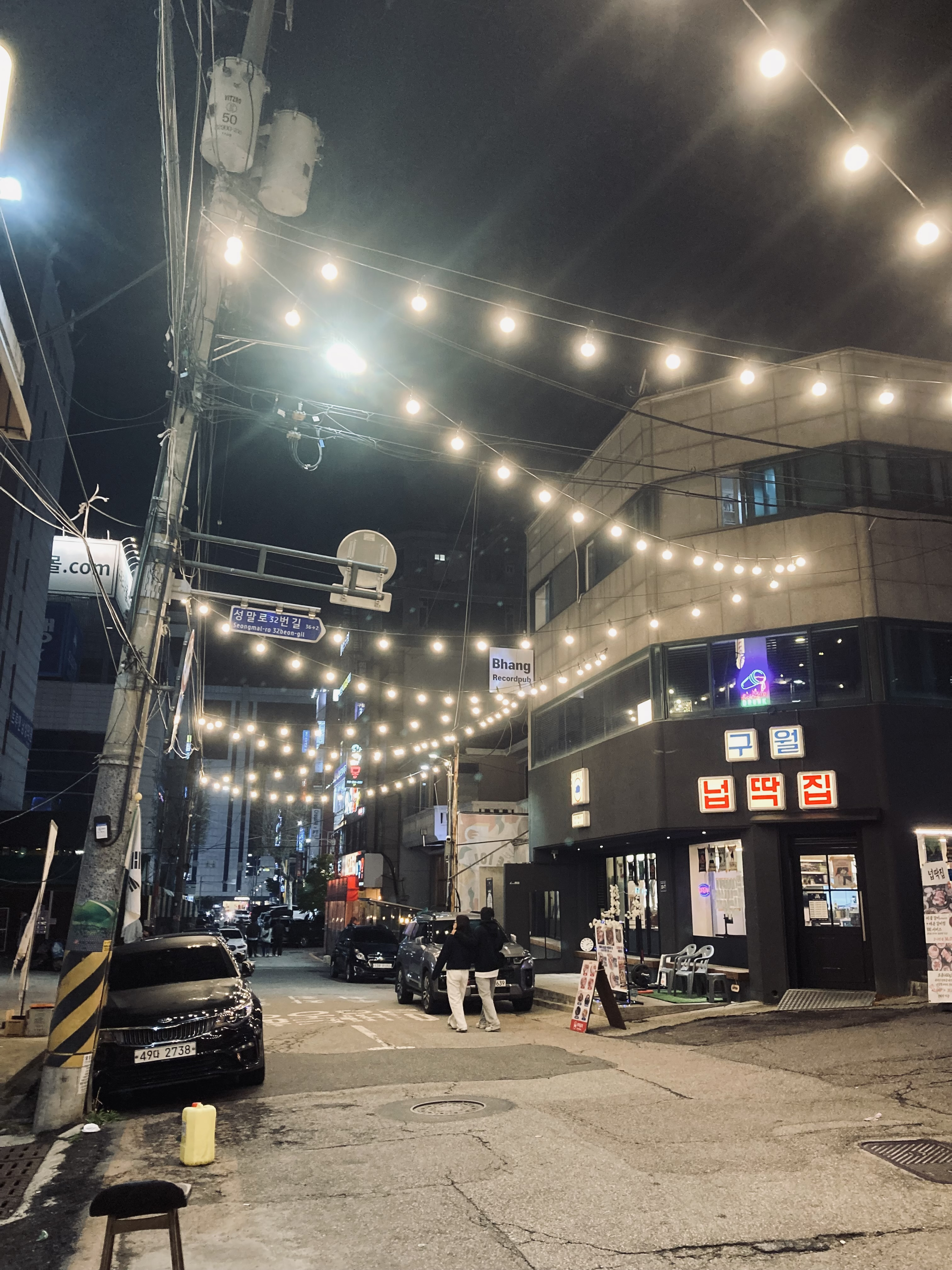
인하로511번길 야경(서측, 남동세무서방향)
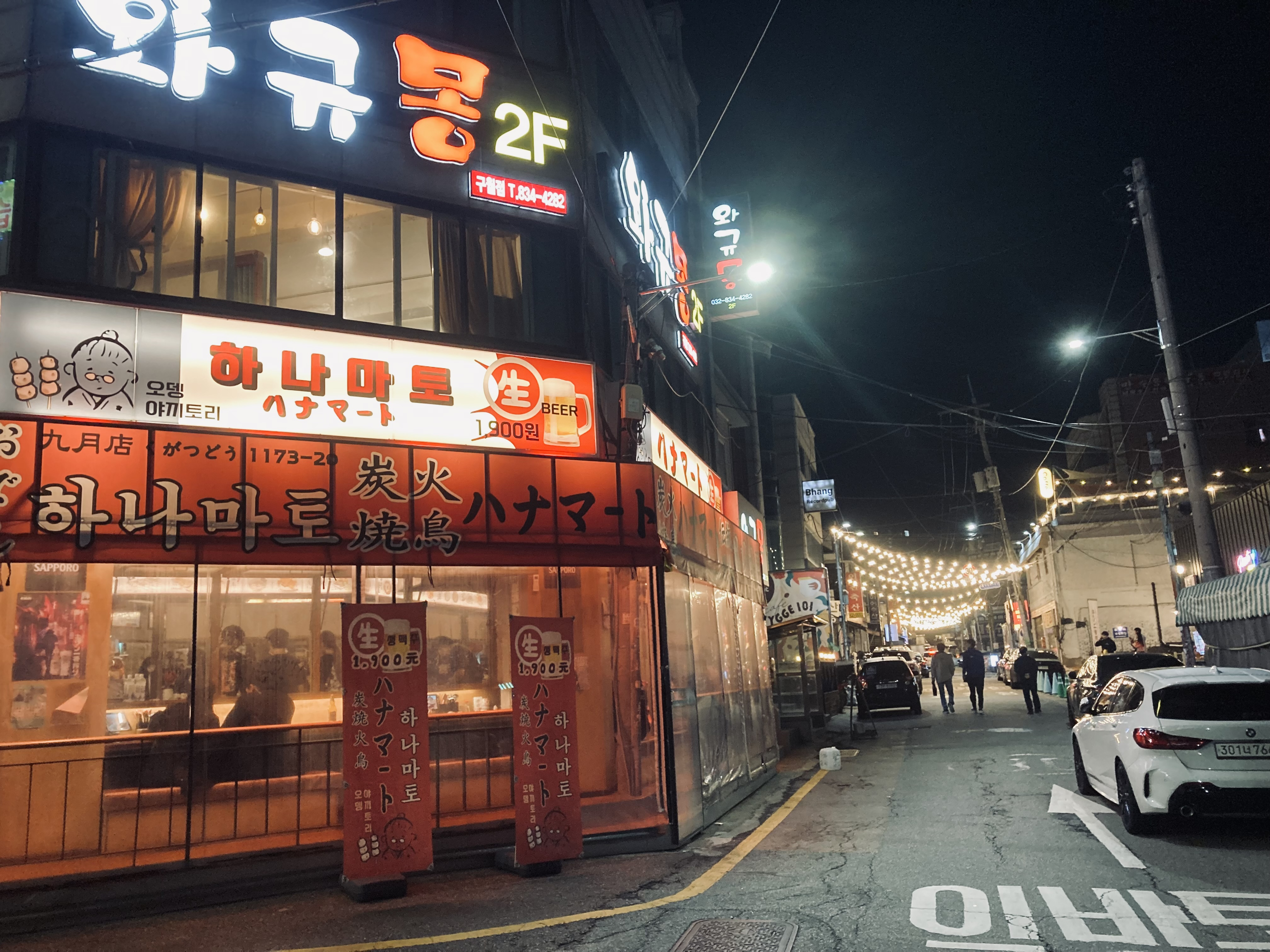
인하로511번길에 조성된 궐리단길

## 특징
구월동 1474-3 에서 구월동 1168 까지의 범위안에 있는 구축 시가지에 리모델링되며 상권지가 형성되고 있다. 넓게 보면 구월동 1147 까지(인천시청 앞 인주대로, 미래로)까지의 세로 거리까지 궐리단길이 형성되어가는 중이다. 코로나 19 시기, 배달음식점과 같은 음식 배달도 있었으나 엔데믹 이후 20-30대의 만남의 장소, 데이트의 장소가 되기도 하며, 인천종합터미널의 유동인구에 포함되는 상권이 되어가고 있다. 

## 같이 보기
- 구월동 로데오거리
- 롯데백화점 인천터미널점
- 뉴코아아울렛 인천점
- 인천터미널역
- 예술회관역